# Esperance Stonehenge

Esperance Stonehenge är en kopia i full skala av Stonehenge, belägen 15 km nordost om staden Esperance i sydvästra Australien. Den är uppförd av 137 stenblock från ett närbeläget stenbrott, som väger upp emot 50 ton och är inriktad efter sommar- och vintersolstånden. Den är utformad som Stonehenge ursprungligen såg ut omkring 2000 f.Kr., inte som dagens halvt raserade fornlämning.
Stenen bröts och formades 2008 för ett liknande projekt i Margaret River, finansierat av en miljonär. Det projektet gavs upp efter 12 månader, efter att stenen redan var huggen. Rotary Club i Esperance stöttade idén att bygga en Stonehenge-kopia, men planen var kontroversiell, mötte blandat gensvar från samhället och placeringen var en olöst fråga.
Kim och Jillian Beale, som äger en gård intill stenbrottet, bestämde sig för att bygga kopian på sin mark för egna pengar  2011, efter att 2010 ha fått bygglov från Esperance Shire. För utformningen står arkitekten Michael Sorensen från Sorensen Architects och man har använt 1200 kubikmeter av brun granit levererad och installerad av AustralAsian Granite. Kopian drivs som en turistattraktion,  som tar $ 10 per vuxen besökare (2017).